# Лехе (Емсланд)
Лехе (њем. Lehe) општина је у њемачкој савезној држави Доња Саксонија. Једно је од 60 општинских средишта округа Емсланд. Према процјени из 2010. у општини је живјело 977 становника. Посједује регионалну шифру (AGS) 3454030.

## Географски и демографски подаци
Лехе се налази у савезној држави Доња Саксонија у округу Емсланд. Општина се налази на надморској висини од 6 метара. Површина општине износи 17,9 km². У самом мјесту је, према процјени из 2010. године, живјело 977 становника. Просјечна густина становништва износи 55 становника/km².